# بوكوفون إف 1
بوكوفون إف 1 (بالإنجليزية: 
Pocophone F1)‏ هو هاتف ذكي من شاومي تم إطلاقه في أغسطس من عام 2018 تحت العلامة الفرعية الجديدة لشاومي Poco ويحمل الاسم Poco F1 أو Pocophone F1 وذلك بحسب السوق المستهدفة.

## مواصفات Pocophone F1
يدعم الهاتف تشغيل شريحتي اتصال ويدعم شبكات الجيل الثاني والثالث والرابع، أو تركيب شريحة واحدة مع كارت ميموري حتى 256 جيجا بايت.
وزن الموبايل 180 جرام مع تصميم الظهر من البولي كربونيت بلاستيك .
ابعاد الموبايل 155.5×75.3×8.8 مم.
معالج الموبايل كوالكم Snapdragon 845 بتكنولوجيا 10 نانو، ثماني النواة بقوة 2.8 جيجا هرتز لاربعة انوية و1.8 جيجا هرتز للأربعة الأخرين، مع وجود معالج رسومي Adreno 630 مع وجود نظام تبريد سائل .
شاشة الموبايل 6.18 إنش من نوع IPS بابعاد 18.7:9 والشاشة بها نوتش أو قطع بالاعلى يتواجد به الكاميرا الامامية والمستشعرات ويمكن اخفاء النوتش من الاعدادات، الشاشة بدقة FHD+ وتأتي بكثافة بيكسلات 403 بيكسل لكل إنش كما انها تستحوذ على 82% من حجم الموبايل .
يأتي موبايل Pocophone F1 بمساحة 64 جيجا أو 128 جيجا مع 6 جيجا رام كما يوجد نسخة أعلى 256 جيجا مع 8 جيجا رام.
الكاميرا الخلفية مزدوجة العدسة الرئيسية 12 ميجا بيكسل بفتحة f/1.9 والثانوية 5 ميجا بيكسل بفتحة عدسة f/2.0 مع وجود فلاش ثنائي LED ويوجد مثبت إلكتروني.
الكاميرا الامامية 20 ميجا بيكسل بفتحة عدسة f/2.0 .
يدعم موبايل بوكوفون F1 البصمة في ظهر الهاتف.
يدعم خاصية Face Unlock لوجود مستشعر IR في النوتش بالشاشة وهو يعمل على التعرف على الوجه بسرعة في الظلام.
يأتي الموبايل بسماعات ستريو سبيكر لتجربة صوت ممتازة.
يدعم تشغيل نظارات VR.
يأتي الهاتف بأندرويد أوريو 8.1 مع واجهة شاومي المعدلة MIUI 9.6 مع Poco لانشر .
بطارية 4000 مللي أمبير تدعم الشحن السريع Quick Charge 3.0 عن طريق منفذ USB Type C.
يدعم تشغيل الراديو FM.
يوجد مخرج سماعات 3.5 مم.
يدعم USB On The Go.
ألوان الموبايل : أسود، أحمر , أزرق كما يوجد نسخة بظهر قوي للغاية من نوع Kevlar.